# Sierlijke bakerhaai
De sierlijke bakerhaai (Orectolobus ornatus) is een vis uit de familie van de wobbegongs (Orectolobidae) en behoort derhalve tot de orde van bakerhaaien (Orectolobiformes). De vis kan een lengte bereiken van 290 centimeter. 

## Leefomgeving
De sierlijke bakerhaai is een zoutwatervis. De vis prefereert een tropisch klimaat en komt voor in de Grote en Indische Oceaan op dieptes tussen 0 en 100 meter. 

## Relatie tot de mens
In de hengelsport wordt er weinig op de vis gejaagd. 
Voor de mens kan de sierlijke bakerhaai gevaarlijk zijn, de sierlijke bakerhaai kan een mens flink verwonden.